# Един дъждовен ден в Ню Йорк
„Един дъждовен ден в Ню Йорк“ (на английски: A Rainy Day in New York) е американска романтична комедия от 2019 на режисьора Уди Алън.

## Сюжет
Гетсби Уелс е умен и ексцентричен син на богати родители от Ню Йорк, ученик е в колежа Ярдли, училище за либерални изкуства в северната част на Ню Йорк. Освен това той е и успешен комарджия. Когато приятелката му Ашли Енрайт, която специализира журналистика, трябва да пътува до Манхатън, за да интервюира уважавания независим филмов режисьор Роланд Полард за студентския вестник, Гетсби тръгва с нея, като планира романтичен уикенд в града, докато се опитва да избегне родителите си, които правят гала вечерта и с които има конфликтни отношения.
Интервюто на Ашли с Полард трябва да продължи един час, но режисьорът я кани на частна прожекция на новия му филм, което разваля плановете й с Гетсби, за негов ужас. Разхождайки се сам из Ню Йорк, Гетсби се натъква на приятел-студент, който снима късометражен филм и който го моли да замени изчезнал актьор за кадър, който включва целувка. За изненада на Гетсби, актрисата се оказва Чан Тирел, по-малката сестра на бивша негова приятелка. Гетсби и Чан отново се сблъскват един с друг, когато и двамата се озовават в едно и също такси. Романтичните планове на Гетсби с Ашли се забавят допълнително, тъй като Ашли се забърква все повече с Полард, който преживява творческа криза, и неговия сценарист Тед Давидоф.
Чувствайки се изоставен и без маршрут, Гетсби придружава Чан до апартамента на родителите й, където той пее „Everything Happens to Me“ на тяхното пиано. Те обсъждат любовта си към Ню Йорк и са съгласни, че в дъждовни дни това е едно от най-романтичните места. Те посещават Музея на изкуствата Метрополитън, където Чан признава, че е била влюбена в Гетсби. Случайна среща с лелята и чичото в музея принуждава Гетсби да присъства на гала вечерата на родителите си по-късно същата вечер.
Междувременно, докато търсят изчезналия Полард, Ашли и Тед се натъкват на съпругата на Тед, която има извънбрачна връзка. Докато Тед се изправя срещу съпругата си, Ашли отива в студиото, където се среща с филмовата звезда Франсиско Вега, който я кани на вечеря. Междувременно Гетсби използва своите хазартни умения, за да спечели голяма сума в игра на покер. Връщайки се в хотелската си стая, той вижда Ашли в телевизионните новини, приветствена като последното завоевание на Франциско. Разстроен, той отива да пийне в коктейл салона на хотел „Carlyle“, където среща проститутка на име Тери, която наема да се представя за отсъстващата Ашли на семейната гала.
Франсиско завежда Ашли на филмово бизнес парти, където тя отново се среща с Полард и Тед, като и двамата декларират, че са влюбени в нея. След това Франсиско и Ашли се оттеглят в апартамента му и когато започват да правят секс, неочаквано пристига приятелката на Франсиско, карайки Ашли да си тръгне през задната врата в дъжда, облечена само с дъждобран върху сутиена и бикините си.
Гетсби пристига на празника на семейството си с Тери, но майка му прозира шарадата. В интимен разговор тя разкрива на Гетсби, че също е била ескорт момиче, когато е срещнала баща му и че нейните печалби са били началният капитал, който е довел до тяхното богатство. Личната й история е причината тя да притиска Гетсби към интелектуални и артистични начинания, образование, които придобива като възрастен. Това разкритие променя възприятията на Гетсби за майка му. В края на нощта Ашли открива отчаяния Гетсби обратно в „Карлайл“, като го уверява, че нищо не се е случило с Франциско, въпреки липсата на дрехи.
На следващата сутрин, преди планираното им завръщане в Ярдли, двойката предприемат разходка с конска карета в Сентрал Парк. Ашли обаче е разочарована от мъгливото време и когато Гетсби споменава текст на Коул Портър, тя погрешно го приписва на Шекспир. Осъзнавайки несъвместимостта им, Гетсби внезапно прекратява връзката им и обявява, че ще се оттегли от Ярдли, за да остане в Ню Йорк. По-късно той отива при часовника „Delacorte“, извън зоологическата градина на Сентрал Парк, пресъздавайки фантазия, която той и Чан преди това са споделили. Когато часовникът удря шест, Чан пристига и двамата се целуват в проливния дъжд.

## В ролите
| Изпълнител    | Роля           |
| ------------- | -------------- |
| Тимъти Шаламе | Гетсби Уелс    |
| Ел Фанинг     | Ашли Енрайт    |
| Селена Гомес  | Чан Тирел      |
| Джуд Лоу      | Тед Давидоф    |
| Диего Луна    | Франсиско Вега |
| Лийв Шрайбър  | Роланд Полард  |
| Кели Рорбах   | Тери           |
| Анали Ашфорд  | Лили           |
| Ребека Хол    | Кони Давидоф   |
| Чери Джоунс   | г-жа Уелс      |